# Неразгаданное
«Неразгаданное» (англ. Undiscovered) — американский кинофильм 2005 года. Режиссёр — Мейерт Эйвис. Главные роли в фильме исполнили Стивен Стрейт, Пелл Джеймс, Эшли Симпсон, Шэннин Соссамон. Мировой прокат фильма состоялся 26 августа 2005 года.

## Сюжет
В Лос-Анджелесе — мекке больших талантов и разбитых надежд — встречаются два амбициозных человека: Люк, грезящий о карьере рок-музыканта, и Брайер, мечтающая стать актрисой. Очень скоро Люк и Брайер понимают, что взаимные чувства мешают амбициям, но путь к звездным вершинам может поломать их души…

## В ролях
- Стивен Стрейт — Люк Фалькон
- Пелл Джеймс — Брайер Такет
- Эшли Симпсон — Клеа
- Шэннин Соссамон — Джози
- Фишер Стивенс — Гарретт Швек
- Кэрри Фишер — Кэрри
- Стивен Мойер — Мик Бенсон